# Callionymus macclesfieldensis
Callionymus macclesfieldensis är en fiskart som beskrevs av Fricke, 1983. Callionymus macclesfieldensis ingår i släktet Callionymus och familjen sjökocksfiskar. IUCN kategoriserar arten globalt som otillräckligt studerad. Inga underarter finns listade.